# Dinu Brătianu
Dinu Brătianu (Florica, 13 gennaio 1866 – Sighetu Marmației, 20 maggio 1950) è stato un politico rumeno.

## Biografia
Presidente del Partito Nazionale Liberale, durante la seconda guerra mondiale avversò la politica di amicizia con la Germania nazista portata avanti dal Primo Ministro Ion Antonescu. Dopo gli insuccessi dell'esercito rumeno sul fronte orientale, appoggiò gli sforzi di re Michele per un avvicinamento agli Alleati. Dopo il colpo di stato del 23 agosto 1944, che abbatté la dittatura di Antonescu, fu Ministro senza portafoglio per ben due volte nei governi di coalizione di Constantin Sănătescu.
Nel 1950 fu arrestato per la sua posizione politica dichiaratamente anti-comunista; morì molto probabilmente il 20 maggio di quell'anno - ma sicuramente prima del 1952 - nel prigione di Sighet.